# 陈奋武
陈奋武（1941年9月—2025年6月25日），男，汉族，福建福州人，中国书法家、画家，曾任中国书法家协会理事，福建省文学艺术界联合会副主席，福建省书法家协会主席。